# 沈仲章 (学者)
沈仲章（Chung-Chang Shen，1905年7月13日—1987年3月19日），生于苏州，祖籍浙江吴兴。排行名锡馨，笔名亚贡与沈中立等。亚贡源自友人赠号Argon，自译“亚贡”，金克木译“亚工”。沈仲章通晓英语、法语、德语、意大利语、世界语、梵文、拉丁文、马来西亚等十多种语言文字。
沈仲章是中国音乐家协会会员、上海音乐学院音乐研究所特约研究员、上海市文物管理委员会通信编纂、今虞琴社顾问（前副社长）、中国制笔协会顾问、上海冠龙照相器材商店资方退休职工。

## 生平
沈仲章曾任國立北京大学文科研究所助教（1933-1937），西北科学考察团理事会干事（1933-1937），国立西南联合大学文学院院长助理（1938-1945，候任），战地文物保管委员会成员（1940-1945），教育部粤港区清点接收文物图书主任委员（1945-？，留职），教育部京沪区清点接收文物图书专门委员（1945-1947），上海区清点接收文物委员会委员（1945-1947），台湾省国语推行委员会委员（1946-1948）等。
沈仲章与文化界诸多知名人士都有直接往来。比如，陈寅恪、胡适、刘天华、刘半农、周祖谟、金克木、徐森玉、戴望舒、傅雷，外籍学者钢和泰、卫礼贤、斯文·赫定等。沈仲章对早年不少学术团体（如北京大学音乐学会与西北科学考察团理事会等）、文化活动（如刘半农率队采风与复兴古琴艺术等）和历史事件（如居延汉简留华谈判、抗战时期保护文物古籍与战后清点接收等），也是知情者。
抗战年间，沈仲章冒着生命危险抢救万余枚居延汉简，
 拍摄了万余条简牍照片。
1958年，沈仲章捐献宋·米友仁绘《云山墨戏图》卷1件、元·黄公望绘设色《天池石壁图》轴1件。
沈仲章对古琴艺术的价值有深刻认识，出资支持，拍摄孤本琴谱，采录音档，并说服各界重视业余琴人、保存古琴传统。
1987年3月19日早晨5时15分，沈仲章逝世。
叶恭绰《赠沈仲章》诗跋中说“仲章博学多能，书数艺术靡不深究。且撷华贯串，不求人知......冀世间知有此异人也。”
著名汉学家和图书馆学家魏汉茂博士（Hartmut Walravens）在《众星何历历：沈仲章和他的朋友们》的书评中，称沈仲章为“无名英雄 (unsung hero)”。

## 外部連結
- 故宫博物院 | 还诸人民记沈仲章捐献米友仁《云山墨戏图》 （页面存档备份，存于）
- 人民日报 | 张德芳<烽火中的居延汉简> 2015年9月17日 （页面存档备份，存于）
- YouTube上的《他们与天地永存》第二季 第4集 冒险从日军手中抢下万枚简牍！学者沈仲章 张伯驹想方设法保护珍贵文物 CCTV纪录, 中央电视台, 2022年9月
- 中西书局 新书快报 | 沈亚明著《沈仲章与居延汉简：从北平到天津》 （页面存档备份，存于）